# Pham Ky Nam
Pour les articles homonymes, voir Pham.
Pham Ky Nam est un réalisateur et scénariste vietnamien.

## Filmographie
Réalisateur
- 1979 : Chom et Sa
- 1963 : Madame Hau (La jeune femme de Bai Sao)
- 1959 : Un seul fleuve pour deux rives (vi) (Chung một dòng sông), coréalisé avec Nguyễn Hồng Nghi (vi)

Scénariste
- 1979 : Chom et Sa
- 1963 : Madame Hau (La jeune femme de Bai Sao)
- 1959 : Un seul fleuve pour deux rives (vi) (Chung một dòng sông), coréalisé avec Nguyễn Hồng Nghi (vi)